# Margaret Court Arena
Margaret Court Arena (dawniej znane jako Show Court One) – kort tenisowy będący częścią kompleksu Melbourne Park w Melbourne (Wiktoria, Australia). 
Stadion został wybudowany w 1988 roku, a po przebudowie zakończonej w styczniu 2015 roku jego pojemność wynosi 7,5 tysiąca miejsc i jest trzecim kortem w kompleksie przykrytym rozsuwanym dachem. Kort posiada twardą nawierzchnię (model Plexicushion Prestige). 
Nazwa Show Court One została oficjalnie zastąpiona imieniem najsłynniejszej australijskiej tenisistki, zwyciężczyni 24 tytułów wielkoszlemowych Margaret Smith Court. Oficjalnie zmiany dokonano w przeddzień inauguracji Australian Open 2003, czyli 12 stycznia. Margaret Court stała się zatem drugą osobą obok Roda Lavera, którą uhonorowano nadając jej imię jednemu z kortów Melbourne Park.